# إدوارد فرنك
إدوارد فرنك (بالألمانية: Eduard Franck)‏ هو ملحن وعازف بيانو ألماني، ولد في 5 أكتوبر 1817 في فروتسواف في بولندا، وتوفي في 1 ديسمبر 1893 في برلين في ألمانيا.

## وصلات خارجية
- إدوارد فرنك على موقع ميوزك برينز (الإنجليزية)
- إدوارد فرنك على موقع ديسكوغز (الإنجليزية)